# Wincenty Kraiński (prawnik)
Wincenty Kraiński herbu Jelita (ur. 8 listopada 1844, zm. 8 sierpnia 1924) – szlachcic, ziemianin, doktor praw, poseł na Sejm Krajowy Galicji VII i VIII kadencji.

## Życiorys

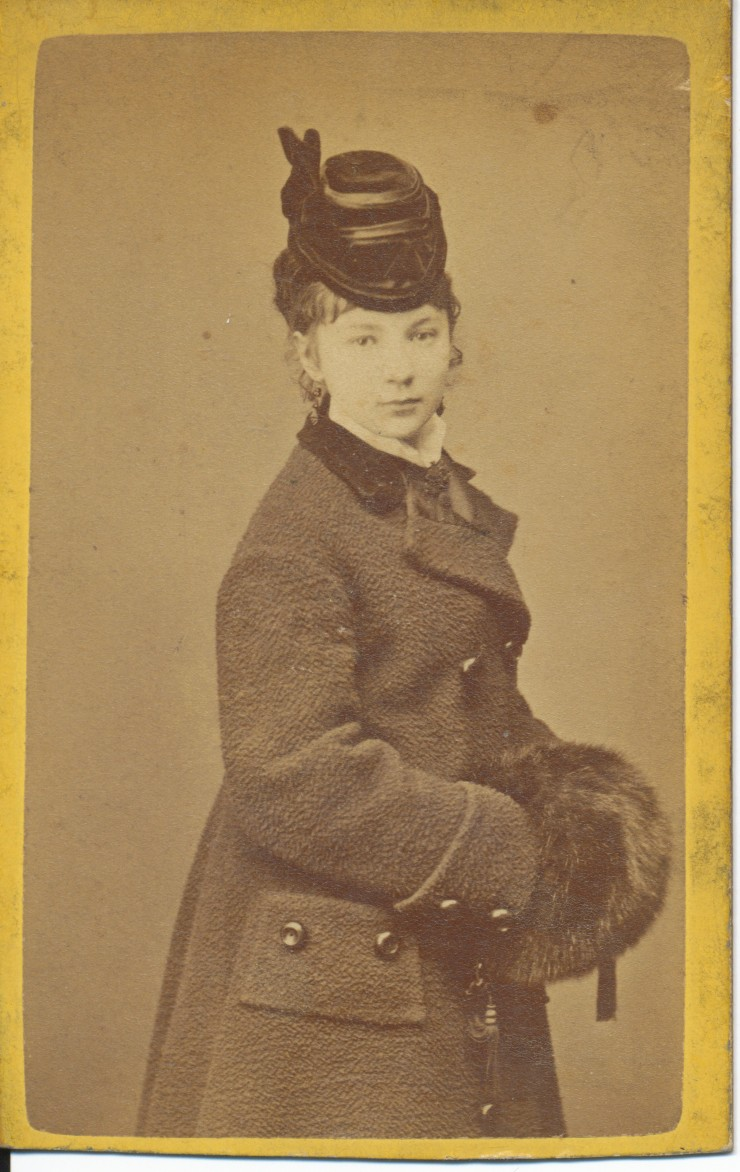
Helena Szumlańska ok. 1870 r.

Urodził się 8 listopada 1844 r. jako syn Edmunda (1804–1887) i Katarzyny Rożnieckiej (1810–1899), właściciel majątków Perespa, Leszczowate, Maćkowa Wola i Zabawa. Z wykształcenia był doktorem praw. Z tytułem radcy skarbowego był przewodniczącym c. k. sądu powiatowego w sprawach dochodów skarbowych w Sanoku oraz naczelnika c. k. powiatowej dyrekcji skarbu. Piastował stanowiska sekretarz dyrekcji skarbowej we Lwowie, naczelnik powiatowej Dyrekcji Skarbu w Przemyślu. Był członkiem oddziału sanocko-lisko-krośnieńskiego C.K. Towarzystwa Gospodarskiego we Lwowie. Był wybrany posłem Sejmu Krajowego Galicji VII kadencji 1896–1901 z okręgu Żółkiew i w latach 1901–1907 VIII kadencji z gmin wiejskich okręgu Sokal. Reprezentował stanowisko grupy „Podolaków” i w roku 1897 został prezesem wydziału powiatowego w Sokalu. Był też marszałkiem szlachty województwa tarnopolskiego.  Na jego polecenie z cegieł z jego cegielni (ułożonymi na sztorc w jodełkę) wybudowano drogę z Sokala do Perespy. W 1895 przeniósł się do Perespy pod Sokalem, gdzie kupił majątek wraz z pałacykiem typu „maison de plaisance” według projektu francuskiego architekta Pierre’a Ricaud de Tirregaille. Pałacyk należał w XVIII wieku do klucza krystynopolskiego wojewody Franciszka Salezego Potockiego. Leszczowate i Maćkowa Wola, majątki w ziemi sanockiej, pozostały jego własnością. 21 sierpnia 1906 roku dzięki jego staraniom jako posła podpisano rozporządzenie o budowie w Sokalu gimnazjum z wykładowym językiem polskim. W latach 1908–1913 ponownie został posłem do Sejmu Krajowego Galicji IX kadencji tym razem z okręgu przemyskiego.

## Życie prywatne
Ożenił się z Heleną Szumlańską (1850–1932), herbu Korczak, córką Michała i Felicji Gołaszewskiej (pochodziła z greckokatolickiej rodziny szlachty ruskiej zasłużonej dla Rzeczypospolitej).
Dzieci: Emilia Kuczyńska (1879–1969), Ignacy (1881–), Roman (31 grudnia 1983 – 28 stycznia 1944), Edmund (1887–1965), Maria Horoch (1890–1968), Karolina Żurowska (1891–1980).